# Duane Thompson
Duane Thompson (tên khai sinh là Lura Duane Malony,  28 tháng 7 năm 1903 – 15 tháng 8 năm 1970) là một nữ diễn viên điện ảnh người Mỹ nổi bật trong kỷ nguyên phim câm của Hollywood. Khi Talkies thúc đẩy phim câm, cô đã hoạt động đóng phim chiếu rạp thương mại một thời gian trước khi chuyển sang phim truyền hình phát thanh, nơi bà được biết đến nhiều với vai trò nhân viên trực điện thoại. Bà đã kết hôn hai lần, với diễn viên hài Buddy Wattles và với nhà sản xuất đài phát thanh William T. Johnson.